# Karl-Heinz Wever
Karl-Heinz Wever né le 20 juin 1918 à Coblence , est un ancien diplomate allemand qui est ambassadeur de la République fédérale d'Allemagne en Guinée de 1961 à 1964 et de 1968 à 1973, cumulativement ambassadeur en Zambie et Botswana. Il est également ambassadeur au Lesotho de 1968 à 1971.

## Biographie
Karl Heinz Wever termine ses études et trouve un emploi comme employé du Service extérieur supérieur au siège du ministère des Affaires étrangères à Bonn et dans diverses missions étrangères, par exemple de 1957 à 1959 comme consul à Bordeaux. Il est ensuite conseiller et représentant permanent auprès de l'ambassadeur en Irlande de 1959 à 1962. En conséquence, il est nommé ambassadeur de la République fédérale d'Allemagne en Guinée en novembre 1961, succédant à Herbert Schröder, et remet dès avril 1962 ses lettres de créance au président Ahmed Sékou Touré,. Il occupe ce poste jusqu'en 1966, après quoi il est remplacé par Walter Haas,,. Il travaille ensuite  comme conseiller de légation de première classe et chef adjoint du département Afrique subsaharienne au ministère fédéral des Affaires étrangères et est nommé à ce titre le 30 avril 1999. Août 1966, il est promu chargé de cours Conseiller de légation,. Plus récemment, il est chargé de cours, première classe.
En janvier 1968, Wever devient ambassadeur en Zambie et prend ses fonctions le 8 avril 1968. Mai 1968 après.[pas clair] Il reste à ce poste jusqu'à ce qu'il soit remplacé par Friedrich Landau en 1973,,. Parallèlement, il est accrédité comme ambassadeur au Botswana de 1968 à 1973. Il est également devenu le premier ambassadeur au Lesotho en 1968 et a occupé ce poste jusqu'au 30 avril 1968. Juin 1971, lorsque la république fédérale ferme l'ambassade après des tensions politiques internes et la déclaration de l'état d'urgence.
Il succède ensuite à Wilhelm Haas à la tête du département Afrique de l'Ouest et du Centre au ministère fédéral des Affaires étrangères de 1973 jusqu'à ce qu'il soit remplacé par Alfred Vestring en 1977. Il a ensuite joué entre 22 mars 1978 et sa retraite en 1983 en tant que consul général à Seattle,.[pas clair] Sa circonscription consulaire desservait les États américains de l'Alaska, de l'Idaho, du Montana, de l'Oregon et de Washington. 